# Правда Украины
Газета «Правда Украины»  — з 1 січня 1938 року по 19 серпня 1991 року центральне видання Української РСР — орган ЦК Компартії України, Верховної Ради, Ради Міністрів УРСР; із 25 вересня 1991 року — демократичне видання.

## На службі комуністичному режиму
Заснована 1 січня 1938 року, як центральна російськомовна газета республіки під назвою «Советская Украина». У період другої світової війни виходила друком у Саратові, Москві, Ворошиловграді, Харкові. З 11 січня 1944 року носить назву «Правда Украины», видається в Києві, форматом А-2, виходить шість разів на тиждень.
1975 року нагороджена орденом Трудового Червоного прапора.
Працюючи під крилом ЦК КПУ і інших директивних органів, має можливість добирати з республіки найкращі журналістські кадри. Активно оспівує «перемоги» комуністичної доби, завзято бореться з українським буржуазним націоналізмом, бандерівщиною. Включно до відомих подій ГКЧП серпня 1991 року, коли Верховна Рада України своїм рішенням закриває всі центральні видання республіки.

### Відповідальні редактори газети
- Гусєв Анатолій Миколайович (1938—1938),
- Прожогін Василь Єлизарович (1939—1942),
- Троскунов Лев Ізраїльович (1943—1948),
- Михалевич Олександр Володимирович, заступник редактора (1948—1949),
- Бєлогуров Микола Кіндратович (1949—1950),
- Красюк Дементій Якович (1950—1953),
- Бєлогуров Микола Кіндратович (1953—1966),
- Сіробаба Володимир Якович (1966—1975),
- Зоненко Андрій Тимофійович (1975—1991).

## Заборона на вихід у світ
Враховуючи ту обставину, що газета «Правда Украины» до останнього дня вела комуністичну пропаганду, Президія Верховної ради УРСР приймає рішення не видавати дозволу на відновлення її виходу після провалу путчу, на відміну від решти центральних газет, які вже з 23 серпня 1991 року знову з'являються в скриньках передплатників. Журналістський колектив газети уповноважує завідувача аграрного відділу редакції Олександра Горобця провести переговори з керівництвом Народної ради, яка мала вирішальний вплив на прийняття рішень на засіданнях Президії Верховної Ради і в парламенті. Після місяця дебатів із лідерами народно-демократичних сил В'ячеславом Чорноволом, Іваном Драчем, Дмитром Павличком, Ігорем Юхновським, журналіст зумів привезти в редакцію мандат на право виходу газети в світ. 25 вересня 1991 року журналісти газети «Правда Украины» обирають Олександра Горобця головним редактором видання.

## Перехід на рейки демократії
Змінюється змістова, жанрова, творча палітра газети. Вона перетворюється в демократичне, популярне видання, готове відстоювати інтереси людей, боротися за дієвість своїх виступів. Визнання приходить у середині дев'яностих років, коли в редакції створюється жива черга з матеріалів для публікації на сторінках «Правды Украины» керівників демократичних місій зарубіжних країн. Таке є найвищою ознакою демократичності засобу масової інформації.
Наче відчуваючи провину за минулу свою роботу в комуністичному виданні, з подвоєною енергію працюють на утвердження суверенітету, незалежності молодої держави журналісти Володимир Малахов, Анатолій Повниця, Вадим Фоменко, Петро Приходько, Валентина Бондаренко, нові співробітники Микола Нечипоренко, Ярослав Мельничук, Ірина Козак, Анатолій Єременко, Людмила Бойко.
Чесність, правдивість виступів газети починає тривожити владу. Журналісти газети не йдуть на компроміси з совістю, коли з адміністрації президента Л. Кучми звучать застереження щодо табу на розробку певних тем. Тих, які стосуються, приміром, отримання безкоштовних квартир чиновниками адміністрації президента, котрі зовсім не були безхатченками, але виявилися наближеними до глави держави, будівництва розкішних резиденцій для президента України, здійснення надзвичайно дорогого ремонту літерного літака, закупівлі кількох дорогих авто для парку прем'єр-міністра Валерія Пустовойтенка. Влада у відповідь починає жорстко переслідувати журналістів, керівників редакції. Через митну службу перешкоджає завезенню з Росії газетного паперу для потреб «Правды Украины», яка, за станом на 1 січня 1998 року, видаючись окрім традиційної російської і українською мовою, вийшла на тираж майже 700 тисяч примірників щодобово. Таке є своєрідним рекордом для часів незалежності України. А це вимагало щомісяця доставляти з Росії ешелон паперу.
Тиск правоохоронних, контролюючих органів посилюється до неймовірного тоді, коли редакція газети підтримала боротьбу проти режиму Л. Кучми єдиної на той час опозиційної в Україні партії Всеукраїнське об'єднання «Громада» під керівництвом Павла Лазаренка. Редакцію намагаються виселити з її приміщення, яке вона займала понад шістдесят років, «Укрпошта» відмовляється доставляти газети передплатникам, податкова інспекція під надуманими приводами блокує розрахункові рахунки видання. Майже щоденно редакцію перевіряють різноманітні перевіряючі органи. Вогнеборці, приміром, вимагають, щоб біля кожного комп'ютера була встановлено пожежогасники…

## Розправа прибічників Кучми
28 січня 1998 року міністр інформації України Зіновій Кулик видає наказ № 7, яким «призупиняє випуск газети „Правда Украины“», заборонивши всім друкарням України брати до випуску це видання під приводом того, що в редакції начебто є проблеми з реєстрацією. Насправді це було вигадкою і обманом. Як і те, що газета начебто фінансується з островів Антигуа і Барбуда. Більше того, відповідно до чинного законодавства України, ніякий державний орган, та й взагалі ніхто, окрім самих засновників (співзасновників) і суду не має права закрити будь-яке періодичне видання. Але ці вимоги були грубо проігноровані в угоду політичним інтересам керівної верхівки держави, яку не на жарт дратували гострі, правдиві публікації популярної в народі газети. Подібні дії виконавчої влади різко засудила Верховна Рада України, прийнявши відповідну Постанову з цього питання, створивши аж дві тимчасових слідчих комісій із приводу закриття газети «Правда Украины» та арешту головного редактора О. Горобця. Більш ніж пів року суди відмовлялися розглядати позов журналістів до міністерства інформації. Незважаючи навіть на те, що Верховна Рада України 3 і 11 лютого 1998 року прийняла гострі і різкі заяви з приводу розправи за критику структур виконавчої влади з творчим колективом газети «Правда Украины», вимагаючи негайного відновлення її виходу в світ, неодмінного покарання винних. І лише восени, розглянувши справу по суті, Господарський суд України нарешті ухвалив рішення про неправомірність наказу № 7 Мінінформації. На 1 жовтня 1998 року було заплановано відновлення виходу газети «Правда Украины». Але напередодні цього, 30 вересня 1998 року головного редактора видання О. Горобця під надуманими приводами було заарештовано. А наступного ранку більше десятка слідчих буквально розгромили редакцію.

## Відновлення газети
У січні 1999 року влада перереєстровує газету «Правда Украины», поставивши на її чолі лояльних до Л. Кучми і В. Пустовойтенка керівників. У колишньому опозиційному виданні в кожному номері тепер з'являються портрети глави держави й уряду. Матеріали газети перестають бути об'єктивними. Читачі ігнорують видання.
У 2001 році газета «Правда Украины» стає частиною мега-імперії мільйонера Петра Порошенка. Переходить на формат європейського стандарту А3, стає двоколірною. Однак авторитету й популярності це їй не додає. Тираж залишається критично низьким.
Нині[коли?] газета вважається незалежною. Видається російською мовою. Головним редактором її є Вікторія Яснопольська.